# Elite One 1995
Il campionato era formato da sedici squadre e il Racing Bafoussam vinse il titolo.

## Classifica finale
| Pos. | Squadra            | G  | V  | N  | P  | GF | GS | Punti |
| ---- | ------------------ | -- | -- | -- | -- | -- | -- | ----- |
| 1    | Racing Bafoussam   | 30 | 13 | 13 | 4  | 36 | 21 | 52    |
| 2    | Léopards Douala    | 30 | 12 | 12 | 6  | 24 | 13 | 48    |
| 3    | Unisport Bafang    | 30 | 12 | 12 | 4  | 30 | 25 | 48    |
| 4    | Prévoyance Yaoundé | 30 | 9  | 16 | 5  | 30 | 21 | 43    |
| 5    | Cotonsport Garoua  | 30 | 10 | 11 | 9  | 35 | 28 | 41    |
| 6    | PWD Bamenda        | 30 | 10 | 11 | 9  | 22 | 28 | 41    |
| 7    | Union Douala       | 30 | 10 | 9  | 11 | 33 | 31 | 39    |
| 8    | Canon Yaoundé      | 30 | 9  | 12 | 9  | 19 | 23 | 39    |
| 9    | Stade Bandjoun     | 30 | 8  | 14 | 8  | 26 | 23 | 38    |
| 10   | Panthère Bangangté | 30 | 9  | 11 | 10 | 18 | 24 | 38    |
| 11   | Vautour Dschang    | 30 | 10 | 7  | 13 | 23 | 31 | 37    |
| 12   | Aigle Nkongsamba   | 30 | 9  | 8  | 13 | 28 | 32 | 35    |
| 13   | Fovu Baham         | 30 | 7  | 13 | 10 | 24 | 25 | 34    |
| 14   | Tonnerre Yaoundé   | 30 | 7  | 13 | 10 | 28 | 30 | 34    |
| 15   | Ocean Kribi        | 30 | 6  | 13 | 11 | 20 | 26 | 31    |
| 16   | Fogabe Yaoundé     | 30 | 5  | 8  | 17 | 24 | 38 | 21    |